# Vasco José de Nossa Senhora da Boa Morte Lobo
Vasco José de Nossa Senhora da Boa Morte Lobo, C.R.S.A. (São Miguel de Acha, 31 de maio de 1757 - Vila Viçosa, 1 de junho de 1822 ) foi um cônego regular e prelado português da Igreja Católica, bispo-prelado de Moçambique e governador interino.

## Biografia
Foi ordenado cônego regular em 30 de junho de 1782.
O príncipe regente Dom João apresentou seu nome à Santa Sé como bispo da prelazia nullius de Moçambique, em 24 de julho de 1804, sendo que o Papa Pio VI confirmou pela bula Apostolatus officium, de 26 de junho de 1805, com o título in partibus infidelium de Olba.
Foi consagrado em 27 de abril de 1806 por Dom Lorenzo Caleppi, núncio apostólico de Portugal, coadjuvado por Dom Francisco da Assunção e Brito, O.S.A., arcebispo-emérito de Goa e por Dom Luís Rodrigues Vilares, bispo do Funchal. Chegou à diocese em 10 de setembro de 1807.
Durante sua prelazia em Moçambique, lutou pela melhoria das côngruas pagas ao clero, dada a miséria financeira em que deixou seu antecessor. Durante sua prelazia, foi parte da Junta Governativa da Colônia de Moçambique, entre 28 de dezembro de 1807 e 14 de agosto de 1809. Neste cargo, nomeou a Tomás António Gonzaga como juiz da alfândega, por um ano, em 2 de maio de 1809.
Resignou-se do governo pastoral em 11 de dezembro de 1811 e retornou para a Metrópole. Foi deão da Capela Real de Vila Viçosa.
Morreu em 1 de junho de 1822.